# Goat - Rêver plus haut
Pour plus de détails, voir Fiche technique et Distribution.
Goat - Rêver plus haut  (Goat) est un film d'animation américain réalisé par Tyree Dillihay, dont la sortie est prévue en 2026.

## Fiche technique
- Titre original : Goat
- Titre français et québécois : Goat - Rêver plus haut
- Réalisation : Tyree Dillihay
- Scénario : Aaron Buchsbaum et Teddy Riley
- Musique :
- Production : Michelle Raimo Kouyate, Erick Peyton, Stephen Curry, Adam Rosenberg et Rodney Rothman
- Sociétés de production : Sony Pictures Animation, Sony Pictures Entertainment et Columbia Pictures
- Société de distribution : Columbia Pictures (États-Unis) ; Sony Pictures Releasing France (France)
- Pays de production :  États-Unis
- Langue originale : anglais
- Format : couleur
- Genre : Animation, aventure, comédie romantique et fantastique
- Durée :
- Dates de sortie : Dates sujettes à modification
  - France : 11 février 2026[1]
  - États-Unis : 14 février 2026

## Distribution

### Voix originales
- Caleb McLaughlin : Will Harris
- Nicola Coughlan : Jett Fillmore
- Nick Kroll : Modo Olachenko
- Nicola Coughlan : Olivia Burke
- David Harbour : Archie Everhardt
- Stephen Curry : Lenny Williamson
- Jenifer Lewis : Florence Everson
- Patton Oswalt : l'entraîneur Dennis

## Production

### Développement
En mai 2024, il a été annoncé que Sony Pictures Animation développerait un film d'animation sportif intitulé Goat, avec Tyree Dillihay comme réalisateur et Adam Rosette co-réalisant, tandis que Stephen Curry et Erick Peyton produiraient sous leur société Unanimous Media aux côtés de Michelle Raimo Kouyate et Adam Rosenberg et Rodney Rothman de Modern Magic. Rick Mischel et Fonda Snyder sont également producteurs exécutifs, avec David Schulenburg coproducteur.

### Distribution des rôles
En juin 2025, lors du Festival international du film d'animation d'Annecy 2025, il a été annoncé que Stephen Curry, Caleb McLaughlin, Gabrielle Union, Nick Kroll, Nicola Coughlan, David Harbour, Jenifer Lewis et Patton Oswalt faisaient partie de la distribution .
En juillet 2025, Jennifer Hudson,  Aaron Pierre, Jelly Roll, Ayesha Curry, Andrew Santino, Bobby Lee, Sherry Cola et Eduardo Franco ont été ajoutés au casting.